# 平成27年台風第12号
平成27年台風第12号（へいせい27ねんたいふうだい12ごう、国際名：Halola、フィリピン名:Goring）は中部太平洋で7月10日に発生した熱帯低気圧。トロピカルストームに成長したのち、2015年（平成27年）7月13日に越境して台風になった。また、一時的に熱帯低気圧にまで弱まってから再び台風に発達した復活台風でもあり、越境台風としては珍しく、日本に接近・上陸した台風でもある。

## 概要

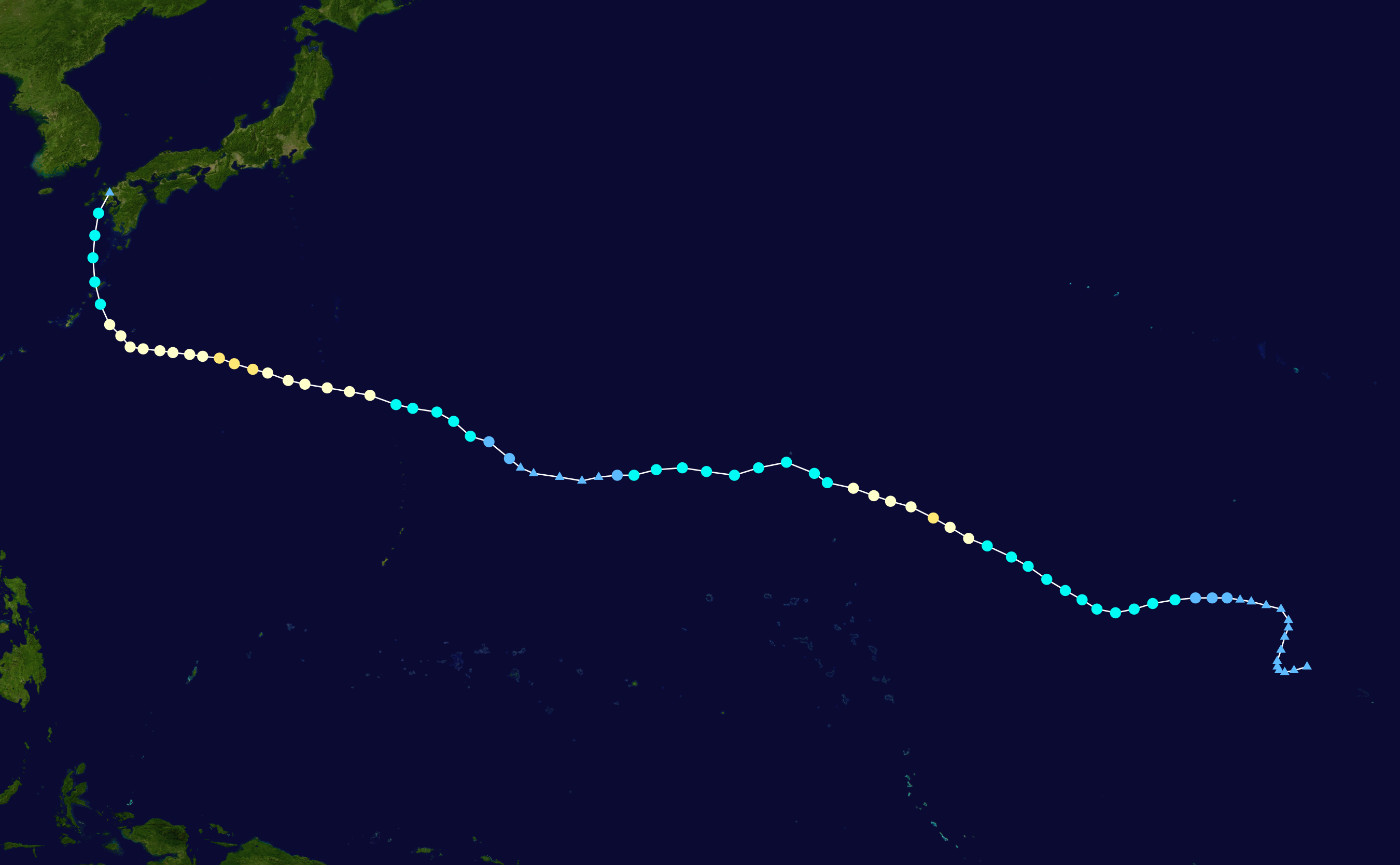
進路図

ハワイ諸島南西で発生した熱帯擾乱が成長し、7月10日に熱帯低気圧となったため中部太平洋ハリケーンセンター（CPHC）は熱帯低気圧番号01Cを割り当てた。01Cはさらに成長し、翌日にはトロピカルストームの勢力に達したため、国際名ハロラ（Halola）と命名された。ハロラは西に進んでミッドウェー諸島近海に達し、日付変更線（経度180度線）を越えて越境台風として観測対象となったことから、気象庁は7月13日9時（協定世界時13日0時）に台風番号を割り当てて「平成27年台風第12号」とした。名前はCPHCによって付けられた国際名ハロラがそのまま使用された。
西進した台風は15日から16日にかけて中心気圧965ヘクトパスカル、最大風速70ノット（35メートル）まで勢力を強めたが、進んだ海域の海面水温が低くなったことで18日15時（協定世界時18日6時）には南鳥島近海で熱帯低気圧の勢力にまで弱体化。しかし、更に西に進む内に次第に勢力を回復し、20日9時（協定世界時20日0時）に再び台風となり、21日には「強い」勢力に発達。21日にかけての24時間で中心気圧が35ヘクトパスカル低下するなど、同日夜には中心気圧955ヘクトパスカル、中心付近の最大風速40メートル、最大瞬間風速60メートルの勢力で硫黄島の南の海上まで進み、当初の予想より西寄りの進路を取ったことから23日にはフィリピンの監視領域に達して、フィリピン大気地球物理天文局（PAGASA）によってフィリピン名ゴリン（Goring）と命名された。
台風は進路を北寄りに変えながら25日未明に沖縄県の南大東島に、同日午後から夜にかけて鹿児島県の奄美群島に接近した。その後、台風は東シナ海を北上しながら九州に接近、勢力のかなり弱まった状態ではあったが、26日18時半頃、長崎県西海市付近を通過し、19時頃に同県佐世保市付近に上陸。なお、上陸当時の中心風速20メートル、中心気圧は996ヘクトパスカルであった。同日21時に対馬海峡の北緯34度、東経130度で熱帯低気圧に変わった。
1951年(昭和26年)の統計開始以来、これまでに日本に上陸した越境台風は平成9年台風第19号だけであったが、台風12号で2個目となった。さらに、この台風は復活台風でもあり、越境・復活・日本上陸した台風は史上初である。また、最も西に進んだ越境台風でもあった。

## 進路・状態の変化
- 7月10日 - ハワイ近海の熱帯擾乱が熱帯低気圧に成長、番号01Cを付与される。
- 7月11日 - 熱帯低気圧が発達、トロピカルストームとなる。
- 7月13日9時 - 180度の経線を越え、台風第12号として気象庁の観測対象となる[22]。
- 7月15日 - 中心気圧965ヘクトパスカル、最大風速35メートルにまで発達。
- 7月18日15時 - 1006ヘクトパスカルにまで衰弱し、熱帯低気圧になる[22]。
- 7月20日9時 - 再び発達して台風となる[22]。
- 7月21日頃 - 小笠原諸島などに最接近。
- 7月21～24日 - 中心気圧955ヘクトパスカル、最大風速40メートルで勢力のピークを迎え、日本の南を西進し続ける。
- 7月25日2時 - 中心気圧 965hPa、中心付近の最大風速35m/s、最大瞬間風速50m/sの強い勢力になる[22]。
- 7月25日 - 奄美地方に最接近する。
- 7月26日18時半頃 - 長崎県西彼杵半島の西海市付近を通過。
- 7月26日19時 - 同県佐世保市付近に上陸[23]。
- 7月26日21時 - 佐賀県唐津市付近から対馬海峡に出て、熱帯低気圧に変わる[23]。
- 7月27日9時 - 熱帯低気圧も消滅した。

## 気象状況

### 大雨
25 日に鹿児島県伊仙町伊仙で１時間に 114.5 ミリの猛烈な雨を観測したほか、日降水量が奄美地方の多いところで 300ミリ、沖縄本島地方の多いところで 200 ミリを超える大雨となった。
1時間雨量
鹿児島県伊仙町（伊仙）：114.5ミリ（7/25日20時24分まで）
沖縄県国頭郡国頭村（奥）：68.5ミリ（7/25日15時59分まで）
24時間雨量
鹿児島県伊仙町（伊仙）：444.0ミリ（7/26日10時20分まで）
沖縄県国頭郡国頭村（奥）：251.5ミリ（7/26日14時00分まで）

### 暴風
沖縄・奄美への接近に伴い、大東島地方や奄美地方で猛烈な風を観測した
最大瞬間風速
沖縄県南大東村南大東：43.7m/s（7/25日5時46分）
鹿児島県奄美市笠利：40.1m/s（7/26日00時14分）
最大風速
沖縄県南大東村南大東：31.7m/s（7/25日6時11分）
鹿児島県奄美市笠利：31.6m/s（7/26日00時15分）

## 影響

### 日本

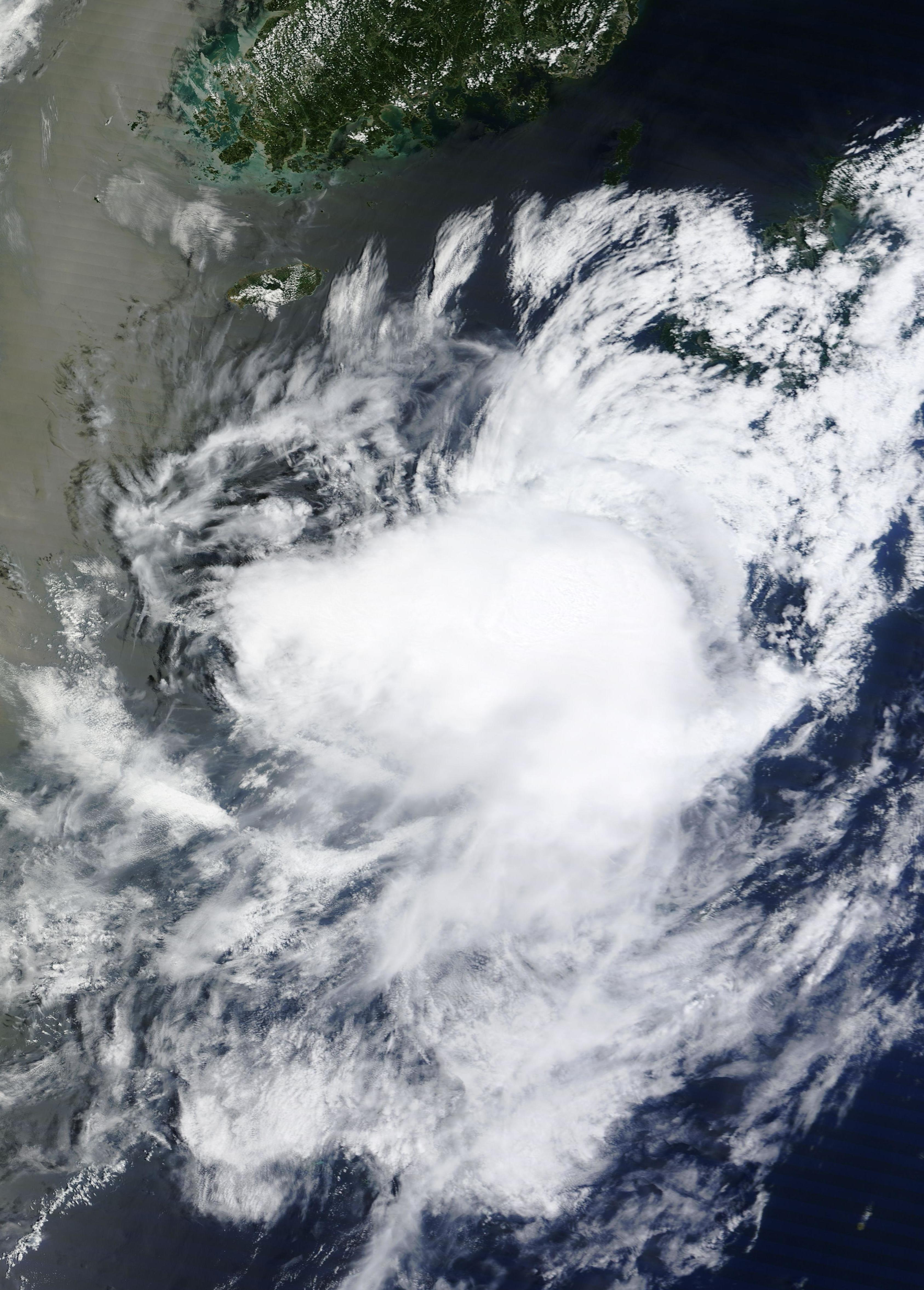
7月26日、九州地方に接近の台風12号

台風の接近に伴う雨雲により、沖縄・奄美地方を中心に大雨となった。また、台風により暖かく湿った空気が流入して前線の活動が活発化。東北北部でも大雨に見舞われた。
7月24日0時から27日7時までの期間降水量は奄美群島の徳之島にある伊仙町で444.0ミリ、鹿児島県の肝付町内之浦で286.0ミリ、沖縄県の国頭村奥で251.5ミリのほか、秋田県の仙北市角館で209.5ミリ、岩手県西和賀町沢内で209.5ミリ、秋田県藤里町で207.0ミリを観測した。この雨によって25日に秋田県大仙市で雄物川水系の斉内川の堤防が約20メートルに渡って決壊したほか、塙川が氾濫した
25日には伊仙町で20時24分までの一時間で降水量が114.5ミリに達するなどしたため、奄美地方に記録的短時間大雨情報が発表された。 ほかにも国頭村奥で25日15時59分までに68.5ミリ、角館で12時33分までに61.0ミリを観測。台風通過後の27日にも内之浦で6時22分までに94.0ミリを観測している。
また、25日から26日にかけて沖縄県の南大東島で31.7メートル、鹿児島県奄美市の笠利で31.6メートル、北大東島で30.5メートルの最大風速を、25日早朝には南大東島で43.7メートルの最大瞬間風速を観測し、奄美空港では26日未明に最大瞬間風速40.1メートルを観測したとされる。

## 被害

### 日本
- この台風による被害は27日8時の時点で負傷者2名、住宅の一部破損1棟、床上・床下浸水32棟などとなっている[24]。ただし、一部地域での被害状況が確認されておらず、これに含まれていない。
- 鹿児島県徳之島町で27日10時に住宅被害として、床上浸水11棟、床下浸水78棟が確認された[28]。

## 行政の対応

### 政府
7月24日、16:00に平成27年台風第12号に係る関係省庁災害警戒会議を開催。
8月28日、6月2日から7月26日にかけて一連の気象現象としての梅雨前線並びに台風第9号、第11号及び第12号の全国各地の甚大な被害について、「激甚災害に対処するための特別の財政援助等に関する法律」に基づき、激甚災害として指定し、併せて当該災害に適用すべき措置を指定する政令を、8月25日に閣議決定し、8月28日に公布・施行した。併せて、熊本県天草郡苓北町の区域が激甚災害（局激）の指定を受けた。